# Platonsko telo
Platonsko telo (ali pravilno telo) je konveksni polieder, katerega stranske ploskve so med sabo skladni pravilni mnogokotniki z značilnostjo, da se v vsakem oglišču stika isto število stranskih ploskev. Primerjati jih je moč s Kepler-Poinsotovimi poliedri, ki niso konveksni, in arhimedskimi in Johnsonovimi telesi, ki niso pravilni poliedri, čeprav jih sestavljajo pravilni mnogokotniki.
Obstaja pet platonskih teles, ki so bila znana že starim Grkom:
| ime in slika                  | mnogokotnik stranske ploskve | ploskev | robov | oglišč | Schläflijev simbol | konfiguracija oglišča | simetrijska grupa |
| ----------------------------- | ---------------------------- | ------- | ----- | ------ | ------------------ | --------------------- | ----------------- |
| tetraeder (animacija)         | trikotnik                    | 4       | 6     | 4      | {3, 3}             | 3.3.3                 | Td                |
| kocka (heksaeder) (animacija) | kvadrat                      | 6       | 12    | 8      | {4, 3}             | 4.4.4                 | Oh                |
| oktaeder (animacija)          | trikotnik                    | 8       | 12    | 6      | {3, 4}             | 3.3.3.3               | Oh                |
| dodekaeder (animacija)        | petkotnik                    | 12      | 30    | 20     | {5, 3}             | 5.5.5                 | Ih                |
| ikozaeder (animacija)         | trikotnik                    | 20      | 30    | 12     | {3, 5}             | 3.3.3.3.3             | Ih                |

## Klasifikacija
Klasični rezultat je, da obstaja le pet konveksnih pravilnih poliedrov. Dva običajna argumenta spodaj kažeta, da ne more obstajati več kot pet platonskih teles, pozitivni prikaz obstoja poljubnega poliedra je drugo vprašanje, ki ne zahteva eksplicitne konstrukcije.

### Geometrijski dokaz
| {3,3} primanjkljaj 180° tetraeder | {3,4} primanjkljaj 120° oktaeder | {3,5} primanjkljaj 60° ikozaeder  | {3,6} primanjkljaj 0° Ø |
| {4,3} primanjkljaj 90° kocka | {4,4} primanjkljaj 0° Ø          | {5,3} primanjkljaj 36° dodekaeder | {6,3} primanjkljaj 0° Ø |
| Oglišče potrebuje vsaj 3 stranske ploskve in kotni primanjkljaj. Kotni primanjkljaj 0° bo zapolnil evklidsko ravnino s pravilnim tlakovanjem. Po Descartesovem izreku je število oglišč enako 720°/primanjkljaj. |                                  |                                   |                         |

Naslednji geometrijski argument je zelo podoben tistemu, ki ga je dal Evklid v svojih Elementih:
1. vsako oglišče telesa mora biti oglišče vsaj trem stranskim ploskvam.
2. v vsakem oglišču telesa mora biti med sosednjimi stranskimi ploskvami vsota kotov med njihovimi ustreznimi sosednjimi ploskvami manj od 360°. Velikost manj od 360° se imenuje kotni primanjkljaj.
3. koti v vseh ogliščih vseh stranskih ploskvah platonskega telesa so enaki: vsako oglišče vsake stranske ploskve mora prispevati manj kot ⁠360°/3⁠ = 120°.
4. pravilni mnogokotniki s šestimi ali več stranicami imajo kote le 120° ali več, tako da mora biti skupna stranska ploskev enakostranični trikotnik, kvadrat ali petkotnik. Za te različne like velja naslednje:
  - enakostraničnotrikotniške stranske ploskve: vsako oglišče enakostraničnega trikotnika je 60°, tako, da ima oblika lahko 3, 4 ali 5 enakostraničnih trikotnikov, ki se stikajo v oglišču. To so tetraeder, oktaeder in ikozaeder.
  - kvadratne stranske ploskve: vsako oglišče kvadrata je 90°, tako da je možna samo ena postavitev s tremi stranskimi ploskvami v oglišču. To je kocka.
  - petkotniške stranske ploskve: vsako oglišče pravilnega petkotnika je 108°, tako da je možna samo ena postavitev s tremi stranskimi ploskvami v oglišču. To je dodekaeder.

Skupaj je tako možnih 5 platonskih teles.

### Topološki dokaz
Čisto topološki dokaz se lahko izvede le s kombinatoričnimi informacijami o telesih. Ključ je Eulerjevo spoznanje, da velja V − E + F = 2, in dejstvo, da je pF = 2E = qV, kjer je p število robov vsake stranske ploskve in q število robov, ki se srečajo v vsakem oglišču. S kombinacijo teh enačb izhaja enačba:
{\displaystyle {\frac {2E}{q}}-E+{\frac {2E}{p}}=2\!\,.}
Preprosta algebrska izpeljava potem da:
{\displaystyle {\frac {1}{q}}+{\frac {1}{p}}={\frac {1}{2}}+{\frac {1}{E}}\!\,.}
Ker je E strogo pozitiven, mora biti: 
{\displaystyle {\frac {1}{q}}+{\frac {1}{p}}>{\frac {1}{2}}\!\,.}
Ker morata biti p in q oba enaka vsaj 3, se lahko vidi, da obstaja le pet možnosti za Schläflijev simbol {p, q}:
{3, 3}, {4, 3}, {3, 4}, {5, 3}, {3, 5}.